# Affektenlehre
Die Affektenlehre geht auf die griechische Antike zurück und besagt, dass sich Affekte wie Freude, Trauer oder Schmerz musikalisch ausdrücken lassen und die Musik solche Gemütsbewegungen beim Hörer hervorrufen kann.
Die Affektenlehre ist ein Gebiet der Musiktheorie der Barockzeit, das sich mit dem Zusammenhang zwischen dem Affekt und den Möglichkeiten der Darstellung in der Musik beschäftigt. Sie ist auf Grund der Annahme einer gemeinsamen Grundlage von Sprache und Musiksprache (Musica Poetica) eng mit der Affektenlehre der Rhetorik verknüpft.

## Geschichte
Die Affektenlehre wurzelt in der Musiktheorie im antiken Griechenland (ethische Bewertung der Musik bei Platon).
Im Mittelalter spiegeln sich viele Affekte im Ethos der Kirchentonarten wider, die für den Gregorianischen Gesang verwendet werden.
Bereits in Renaissance und Frühbarock kommt in Madrigalen der Affektgehalt der Texte auch durch musikalische Mittel zum Ausdruck. Diese Stilmittel werden auch in der instrumentalen Musik und besonders in der Oper angewandt.
Im 17. und 18. Jahrhundert wird die Affektenlehre in den musiktheoretischen Werken von Michael Praetorius (Syntagma musicum, 1619), Marin Mersenne (Harmonie universelle, 1636), Athanasius Kircher (Musurgia universalis, 1650), Johann Mattheson (Der vollkommene Kapellmeister, 1739) dargestellt. Eine Systematisierung und Kanonisierung der Affektenlehre hat Friedrich Wilhelm Marpurg (1718–1795) vorgenommen. Wie weit diese theoretischen Konzepte auf die Musikpraxis der Zeitgenossen zutreffen, ist umstritten und hat in der älteren Forschung Missverständnisse ausgelöst. Von einer so innigen Wechselbeziehung zwischen Theorie und Praxis, wie sie im 19. Jahrhundert bestand, kann damals noch nicht ausgegangen werden.
Besonders intensiv nachgegangen wurde der musikalischen Umsetzung der Affekte bei Johann Sebastian Bach.
Das Streben nach „unmittelbarem“ Ausdruck seit Ende des 18. Jahrhunderts richtete sich gegen barocke Formeln und damit auch gegen die Affekten- und Figurenlehre. Strömungen der Musik im 20. Jahrhundert wie der Neoklassizismus werteten die symbolische Darstellung von Emotionen der Affektenlehre dagegen wieder auf, um sich gegen gesteigerten Ausdruck der Spätromantik zu richten.

## Affekte
- Platon teilt die Affekte in vier Kategorien ein: Lust, Leid, Begierde, Furcht.
- Aristoteles charakterisiert elf Affekte: Begierde, Zorn, Furcht, Mut, Neid, Freude, Liebe, Hass, Sehnsucht, Eifersucht und Mitleid.
- René Descartes (1596–1650) beschreibt in seinem Werk Traité des passions de l'âme (Paris 1649) sechs Grundformen von Affekten, die zu zahlreichen Zwischenformen miteinander kombiniert werden können:

1. Freude (joie)
2. Hass (haine)
3. Liebe (amour)
4. Trauer (tristesse)
5. Verlangen (désir)
6. Bewunderung (admiration)

## Umsetzung in der Musik
Quintilian (≈35 bis ≈100 n. Chr.) betrachtet die Vokalmusik auf Grund struktureller Übereinstimmungen als gleichberechtigte Disziplin neben der Rhetorik. Er sah Analogien zwischen Tonfall in der Rede und Melodie in der Musik. In der Renaissance begann die Aneignung sprachlicher Gestaltungsprinzipien in der Musik, um den Affektgehalt des Textes zu unterstützen.
Dafür gibt es zwei Möglichkeiten:
- Die musikalische Affektenlehre

In der Affektenlehre der Musik sind den jeweiligen Affekte-Typen ganz bestimmte musikalische Darstellungsmittel zugeordnet. Diese Zuordnung hat den Charakter eines Naturgesetzes. In der Barockzeit hat der Komponist nicht versucht, seine eigenen Gefühle darzustellen, sondern auf handwerklich ausgereifte, überlegte und kunstvolle Weise die gewünschten Affekte beim Hörer auszulösen. Diese Wirkung hängt aber im gleichen Maße vom Interpreten ab.
- Die musikalische Figurenlehre

In der Figurenlehre werden die kompositionstechnischen Mittel dargestellt, mit welchen objektivierte Affekte dargestellt werden können. Dabei soll ein Text nicht nur deklamatorisch richtig (Betonung, Hebung, Senkung, Länge, Kürze) musikalisch umgesetzt werden, sondern auch die im Text enthaltenen Affekte verdeutlichen.

### Motiv- und Melodiebildung
Motive und Melodien werden entsprechend dem Affektgehalt des gesamten Textes oder einzelner wichtiger Wörter (Schlüsselwörter) gestaltet.
Beispiele:

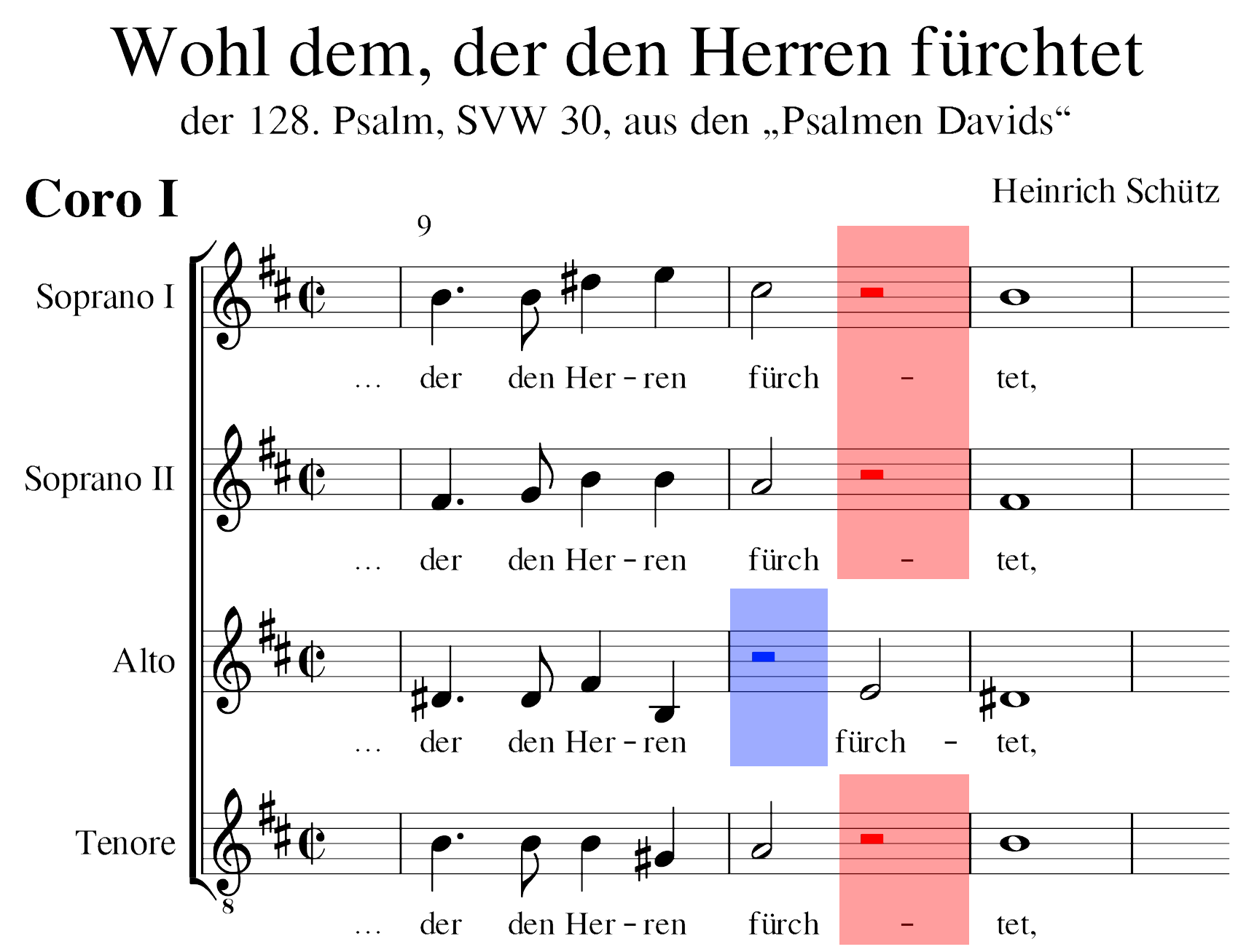
Apokope im Wort „fürchtet“ in Sopran I, II und Tenor

- Darstellung des Erschreckens durch Unterbrechung der Melodielinie (Apokope) im Wort „fürchtet“
- Absteigender Tetrachord zur Repräsentation von Trauer wie beim Lamento, beispielsweise in  When I am laid in earth aus der Oper Dido and Aeneas von Henry Purcell.[5]